# Kanagavai egyezmény

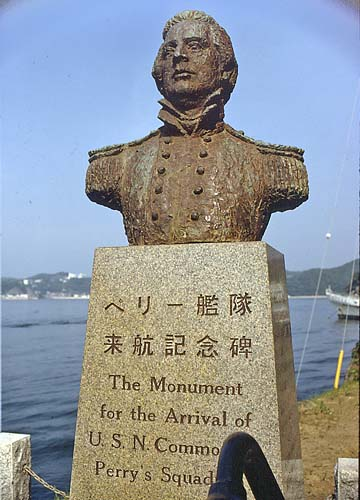
Matthew C. Perry mellszobra Simodában

A kanagavai egyezmény (神奈川条約; Kanagava Dzsójaku; Hepburn: Kanagawa Jōyaku), más néven amerikai–japán béke és barátsági szerződés (日米和親条約; Nicsibei Wasin Dzsójaku; Hepburn: Nichibei Washin Jōyaku) 1854. március 31-én aláírt egyenlőtlen szerződés volt az Amerikai Egyesült Államok és a Tokugava-sógunátus között, ami megnyitotta Japánt a külföldi kereskedelem előtt. Ez volt a kezdete a bakumacu időszakának a szigetországban, ami a Bosin-háborúig tartott.

## Megkötése
Matthew C. Perry sorhajókapitányt azért küldték Japánba, hogy ha kell, erővel nyissa meg az országot az amerikai kereskedelem előtt. Perry először 1853-ban érkezett meg flottájával, ami Millard Fillmore elnök javaslatát hozta a kereskedelmi kapcsolatok kiépítéséről, ám ezt a japánok nem fogadták el. Perry ekkor elhajózott, ám egy év múlva visszatért, még nagyobb flottával, és ezúttal a japánok kénytelenek voltak beleegyezni a feltételeibe. A szerződést Kanagavában írták alá 1854. március 31-én, és 1855. február 21-én ratifikálták. A szerződés véget vetett Japán két évszázados elzárkózási politikájának.

## Tartalma
A szerződés, ami hivatalosan béke-, barátsági és kereskedelmi szerződés volt, megnyitotta Hakodate és Simoda kikötőjét az amerikai hajók számára. Az amerikaiaknak joguk volt vámokat bevezetni, saját tisztviselőket alkalmazni és bíróságokat létrehozni ezekben a városokban. Ezen kívül konzulátust nyithattak Simodában. A szerződésben ezen kívül biztosították a hajótörést szenvedett amerikai állampolgárok védelmét, mivel a korábbi törvények szerint őket ki kellett végezni.
A szerződést 1858-ban követte a Harris-szerződés, ami koncessziós területek alapítását engedélyezte, területenkívüliséget biztosított a külföldieknek, és minimumra szorította a vámokat a külföldi termékeken. Japán más államokkal is hasonló szerződésekre kényszerült: az angolokkal 1854 októberében, az oroszokkal 1855. február 7-én és a franciákkal 1858. október 9-én.